# Jardín del Parque de la Independencia
El Jardín del Parque de la Independencia (en portugués Jardim do Parque da Independência) es un jardín francés diseñado a principios del siglo XX por el paisajista belga Arsenius Puttemans, inspirado en clásicos franceses como los del Palacio de Versalles. 
Está situado en el Parque de la Independencia, en el municipio de São Paulo, Brasil.
La historia del jardín francés se remonta a 1907 cuando el entonces Secretario de Estado de Agricultura y Obras Públicas, Carlos Botelho, decidió solicitar a Arsenio Puttemans un proyecto para crear un jardín que superase el estándar paisajístico reglamentado por el gobierno del estado en 1889. Inspirado en las formas neoclásicas del francés André Le Nôtre, el proyecto de Puttemans fue entregado al público en 1909.
En 1922, como parte de las celebraciones del centenario de la independencia, se rebajó el suelo 14 metros y se instalaron 100 fuentes. El jardín cuenta con especies de flora como topiaria de azaleas, boj y falsa higuera-benjamina, parterres de rosas y arreglos de palmeras y pinos. 
Declarado como patrimonio histórico por la CONDEPHAAT, la CONPRESP y la IPHAN, el parque donde se encuentra el jardín es un hito histórico nacional. En la colina de Ipiranga, junto al arroyo de Ipiranga, Pedro I declaró la independencia del país de Portugal en 1822.